# シャランジット・レイル
シャランジット・レイル（Sharanjit Leyl）はBBCワールドニュースにおけるシンガポール人のプロデューサー兼プレゼンターである。通常BBCのシンガポールのスタジオからアジア経済報告やニュースデイの総合司会を務めている。ワールドビジネスレポートとともにレポーター兼プロデューサーでもある。ラジオでは芸術と文化番組ストランド同様にBBCワールドサービス経済番組でレポーターを務めてきた。

## 経歴
シャランジットは1997年にカナダ放送協会で放送人生を開始した。そこでは"The Pacific Rim Report"という授賞式のレポーターを務めた。1997年にシャランジットは金融ニュースサービスプロバイダーブリッジインフォメーションシステムズで同様の役割を演じたシンガポールに移動した。
2000年3月にブルームバーグテレビジョンに加わり、東京の本社に異動した。そこでは2003年3月にアメリカ合衆国が主導したイラク侵攻のような主要なニュース同様に金融情勢の速報を伝える"On The Money Asia"という3時間のニュースキャストを務めた。シャランジットはアジアにおけるブルームバーグの番組を編集し支配する不可欠な役割を演じた。
シャランジット・レイルは2003年9月にプロデューサー兼レポーターとしてBBCワールドニュースに加わり、パキスタンや東京、ロンドンという遠隔地からのレポーターやプレゼンターを務めている。
インタビューした人にスターバックス議長ハワード・シュルツやマイクロソフト創立者ビル・ゲイツ、パキスタンの総理大臣、シンガポールやマレーシアの前指導者、世界銀行代表がいる。

## 前半生
1930年代にシンガポールに移住したインド系シク教徒の家にシンガポールで生まれ、シャランジットは父親のカーネイル・シングが外交官であった家族と十代の時にワシントンD.C.に移住した。そこでメリーランド大学カレッジパーク校からジャーナリズムと英文学の両方で学位を得た。それからサルマン・ラシュディのような植民地独立後の作家に焦点を当ててブリティッシュコロンビア大学で英文学で修士号を取得するバンクーバーに移動した。
ホランドグローブビュー近郊にイングランド人の夫ジェイソン・レイルと暮らし、ランニングや政治学、芸術、劇場、息子のジェイを（2004年生まれ）育てることを楽しんでいる。

## 参照
1. ↑  http://www.bbc.com/news/magazine-31626174
2. ↑  http://www.expatliving.sg/homes/readers_homes/Showcase-Sharanjit-Leyls-Holland-Grove-View-house-796.ece

- http://www.bbc.co.uk/pressoffice/biographies/biogs/bbc_world/sharanjitleyl.shtml